# Everyday Robots
Everyday Robots é um álbum solo do músico britânico Damon Albarn, vocalista das bandas Blur e Gorillaz. Foi lançado no dia 25 de abril de 2014, e teve a co-produção de Richard Russell e Brian Eno. O álbum conta com a participação da cantora Natasha Khan (Bat For Lashes), do Coral de Leytonstone City e do próprio Brian Eno.
O álbum foi anunciado pela primeira vez em setembro de 2011, quando Albarn confirmou que estava trabalhando em um álbum solo a ser lançado em seu próprio nome. Ele também afirmou que o conceito que deveria girar em torno de um "club music vazio". Em uma entrevista de 2013 para a revista Rolling Stone, ele disse que o álbum teria um som que ele descreve como uma combinação de folk music e soul music. Ele também afirmou que levaria seu álbum em turnê, durante a qual tocaria músicas de todas as suas outras bandas, como Blur, Gorillaz e The Good, the Bad & the Queen.
Em maio de 2012, Albarn disse à NME que estava gravando um novo álbum solo de estúdio. Questionado sobre o que ele estava trabalhando no momento, Albarn disse: "Esta semana estamos mexendo com esses sintetizadores russos em uma mente muito frouxa de fazer algum tipo de disco com o meu nome. Suponho que você possa chamá-lo de disco solo, mas eu não gosto dessa palavra. Parece muito solitário - solo. Eu realmente não quero ser solo na minha vida. Mas sim, estou fazendo outro álbum".
O álbum foi disponibilizado para streaming gratuito no iTunes no dia 22 de abril de 2014, onde as pessoas puderam ouvir a edição padrão do álbum em sua totalidade, que é uma estratégia semelhante usada por Justin Timberlake para seus álbuns The 20/20 Experience e The 20/20 Experience 2 of 2 e Random Access Memories, do duo de música eletrônica Daft Punk.

## Faixas
| N.º | Título                                                           | Duração |  |
| 1.  | "Everyday Robots"                                                | 3:57    |  |
| 2.  | "Hostiles"                                                       | 4:09    |  |
| 3.  | "Lonely Press Play"                                              | 3:42    |  |
| 4.  | "Mr. Tembo" (com Coral de Leytonstone City)                      | 3:43    |  |
| 5.  | "Parakeet"                                                       | 0:43    |  |
| 6.  | "The Selfish Giant" (com Natasha Khan)                           | 4:47    |  |
| 7.  | "You and Me" (com Brian Eno)                                     | 7:05    |  |
| 8.  | "Hollow Ponds"                                                   | 4:59    |  |
| 9.  | "Seven High"                                                     | 1:00    |  |
| 10. | "Photographs (You Are Taking Me Now)"                            | 4:43    |  |
| 11. | "The History of a Cheating Heart"                                | 4:00    |  |
| 12. | "Heavy Seas of Love" (com Brian Eno e Coral de Leytonstone City) | 5:20    |  |

| Faixas bônus da edição especial no iTunes |                         |         |  |
| N.º                                       | Título                  | Duração |  |
| 17.                                       | "Father's Daughter Son" | 3:39    |  |
| 18.                                       | "Empty Club"            | 3:16    |  |